# The Genesis
The Genesis studijski je album švedskog glazbenika, gitarista Yngwie Malmsteena koji je objavljen u prosincu 2002. godine. Album se počeo vrlo rano snimati, 1980.g. a materijal se skupljao njegovom čitavom karijerom do izlaska.

## Popis pjesama
Sve pjesme napisao je Yngwie Malmsteen (osim koje su naznačena).
1. "Birth of the Sun" - 9:25
2. "Plague in Lucifer's Mind" - 4:30
3. "Dying Man" - 8:47
4. "Black Magic Suite" - 12:53
5. "Merlin's Castle" - 4:55
6. "Voodoo Nights" - 8:42
7. "Hello" (poruka Malmsteena) - 1:51
8. "Voodoo Child" (Jimi Hendrix) - 12:18
9. "On a Serious Note" - 5:55

## Osoblje
- Yngwie Malmsteen - Električna gitara, Bas gitara
- Marcel Jacob - Bas gitara
- Zepp Urgard - Bubnjevi